# Torlit becgròs de l'Índia
El torlit becgròs de l'Índia (Esacus recurvirostris) és una espècie d'ocell de la família dels burrínids (Burhinidae) que habita vores de rius i platges d'Àsia meridional, al sud-est de l'Iran, el Pakistan, l'Índia, Sri Lanka, Myanmar, sud-oest de la Xina, Hainan, Tailàndia i Indoxina.